# NGC 6239
NGC 6239 é uma galáxia espiral barrada (SBb) localizada na direcção da constelação de Hercules. Possui uma declinação de +42° 44' 23" e uma ascensão recta de 16 horas, 50 minutos e 05,2 segundos.
A galáxia NGC 6239 foi descoberta em 12 de Abril de 1788 por William Herschel.